# Priit Viks
Priit Viks (ur. 7 stycznia 1982 w Elva) – estoński biathlonista, olimpijczyk. Zadebiutował w biathlonie w rozgrywkach juniorskich w roku 2002.
Starty w Pucharze Świata rozpoczął zawodami w Östersund w roku 2003 zajmując 64. miejsce w sprincie. Jego najlepszy dotychczasowy wynik w Pucharze świata to 20. miejsce w biegu indywidualnym na Igrzyskach Olimpijskich w Vancouver w sezonie 2009/10.
Podczas Igrzysk Olimpijskich w Turynie w roku 2006 zajął 74. miejsce w biegu indywidualnym i 15 w sztafecie.
Podczas Mistrzostw świata w roku 2003 w Chanty-Mansyjsku zajął 66. miejsce w sprincie i 57 w biegu indywidualnym. Na Mistrzostwach świata w roku 2007 w Antholz-Anterselva zajął 69. miejsce w biegu indywidualnym, 65 w sprincie i 11 w sztafecie. Na Mistrzostwach świata w roku 2008 w Östersund zajął 93. miejsce w biegu indywidualnym, 71 w sprincie oraz 12 w sztafecie. Na Mistrzostwach świata w roku 2009 w Pjongczangu zajął 50. miejsce w sprincie, nie dobiegł do mety w biegu pościgowym oraz zszedł z trasy w biegu indywidualnym.

## Osiągnięcia

### Igrzyska olimpijskie
- 2006 Turyn – 74. (bieg indywidualny), 15. (sztafeta)
- 2010 Vancouver – 20. (bieg indywidualny)

### Mistrzostwa świata
- 2003 Chanty-Mansyjsk – 66. (sprint), 57. (bieg indywidualny)
- 2007 Anterselva – 69. (bieg indywidualny), 65. (sprint) 11. (sztafeta)
- 2008 Östersund – 93. (bieg indywidualny), 71. (sprint), 12. (sztafeta)
- 2009 Pjongczang – LAP. (bieg indywidualny), 50. (sprint), DNF. (bieg pościgowy)

### Puchar Świata

#### Miejsca w klasyfikacji generalnej
| Sezon     | Miejsce |
| --------- | ------- |
| 2008/2009 | 105.    |
| 2009/2010 | 85.     |